# Bourbon-Maine
Dynastie Bourbon-Maine je označení nelegitimní rodové linie francouzského královského rodu Bourbonů. Vznikla roku 1672, kdy Ludvík XIV. legitimizoval svého syna Ludvíka Augusta, vévodu z Maine.

## Historie
Ludvík August byl synem krále Ludvíka XIV. a jeho oficiální milenky Madame de Montespan. Poté, co byl legitimizován králem, mu byl udělen titul vévoda z Maine (a následně další tituly). V roce 1692 se oženil s Louisou Bénedictou Bourbonskou. S ní měl sedm dětí, z nichž pouze tři se dožily dospělosti a všechny zemřely bez potomků.
Rod Bourbon-Maine vymřel v roce 1775 smrtí Ludvíka Karla, vévody z Eu, posledního žijícího potomka Ludvíka Augusta.

### Děti Ludvíka Augusta
- Mademoiselle de Dombes, (11. září 1694 – 15. září 1694);
- Louis Constantin de Bourbon, prince de Dombes, (zámek ve Versailles, 17. listopadu 1695 – 28. září 1698);
- Mademoiselle d'Aumale, (1697 – 24. srpna 1699);
- Ludvík August, princ z Dombes, (zámek ve Versailles, 4. března 1700 – 1. října 1755);
- Ludvík Karel, hrabě z Eu, (zámek v Sceaux, 15. října 1701 – zámek v Sceaux, 13. července 1775);
- Charles de Bourbon, duc d'Aumale, (zámek ve Versailles, 31. března 1704 – zámek v Sceaux, září 1708);
- Louise Françoise de Bourbon, Mademoiselle du Maine, (zámek ve Versailles, 4. prosince 1707 – zámek v Anet, 19. srpna 1743).

## Hlavy rodové linie
- Ludvík August, vévoda z Maine, v letech 1672–1736
- Ludvík August, princ z Dombes, v letech 1736–1755
- Ludvík Karel, hrabě z Eu, v letech 1755–1775